# Доньїнос-де-Саламанка
Доньїнос-де-Саламанка (ісп. Doñinos de Salamanca) — муніципалітет в Іспанії, у складі автономної спільноти Кастилія-і-Леон, у провінції Саламанка. Населення — 1657 осіб (2010).
Муніципалітет розташований на відстані близько 180 км на захід від Мадрида, 6 км на захід від Саламанки.
На території муніципалітету розташовані такі населені пункти: (дані про населення за 2010 рік)
- Архентіна: 3 особи
- Доньїнос-де-Саламанка: 1634 особи
- Сан-Хуліан-де-Вальмуса: 7 осіб
- Сантібаньєс-дель-Ріо: 12 осіб
- Ель-Пегольйо: 1 особа

## Демографія
Динаміка населення (INE ):

## Зовнішні посилання
- Провінційна рада Саламанки: індекс муніципалітетів [Архівовано 23 квітня 2009 у Wayback Machine.]
- Посилання на Google Maps